# Суперкубок Нидерландов по футболу 2018
Суперкубок Нидерландов по футболу 2018 (нидерл. Johan Cruijff Schaal 2018) — 23-й розыгрыш Суперкубка Нидерландов. В нём встретились чемпион Нидерландов ПСВ и обладатель Кубка Нидерландов «Фейеноорд». Матч состоялся 4 августа 2018 года на стадионе Филипс в Эйндховене.

## Отчёт о матче
| ПСВ                                                                                 | 0:0     | Фейеноорд                                                                          |
| ----------------------------------------------------------------------------------- | ------- | ---------------------------------------------------------------------------------- |
|                                                                                     | (отчёт) |                                                                                    |
| Пенальти                                                                            |         |                                                                                    |
| - Перейро - Хендрикс - Шваб - Де Йонг - Лосано - Мауро Жуниор - Анхелиньо - Росарио | 5:6     | - Ван дер Хейден - Бергёйс - Венте - Ларссон - Вильена - Вердонк - Амрабат - Класи |

| ПСВ | Фейеноорд |